# قائمة البنك الدولي التاريخية لأكبر عشر دول من حيث الناتج المحلي الإجمالي حسب القوة الشرائية
تبيّن قائمة أكبر عشر دول حسب الناتج المحلي الإجمالي التاريخية حسب بيانات البنك الدولي كيف تغيّرت عضويات وترتيب أكبر عشر اقتصادات في العالم. تاريخياً، حافظت الولايات المتحدة عاماً بعد عام على مركزها كأكبر اقتصاد في العالم منذ أوائل القرن العشرين. ومع ذلك، أظهر تقرير 2014 بصورة صادمة تجاوز الصين للولايات المتحدة باعتبارها أكبر اقتصاد في العالم، مع الأخذ بعين الاعتبار تعادل القدرة الشرائية. اتسع هامش القوة بين الدول عموماً ثم قلّ بمرور الوقت، وعلى مدى السنوات الخمسين الماضية، شهد العالم ارتفاعاً سريعاً وهبوطاً في اقتصاديات الدول الأخرى نسبياً.

## إحصائيات البنك الدولي أكبر عشر اقتصادات حسب الناتج المحلي الإجمالي (وفقاً للقدرة الشرائية)
| الدولة | العالم     | أول عشر دول | الأولى                       | الثانية                      | الثالثة            | الرابعة                     | الخامسة            | السادسة                    | السابعة             | الثامنة              | التاسعة                    | العاشرة                  |
| 2015   | 113,612.52 | 68,997.53   | الصين · 19,524.35            | الولايات المتحدة · 17,947.00 | الهند · 7,982.53   | اليابان · 4,738.29          | ألمانيا · 3,848.27 | روسيا · 3,579.83           | البرازيل · 3,192.40 | إندونيسيا · 2,842.24 | المملكة المتحدة · 2,691.81 | فرنسا · 2,650.82         |
| 2010   | 87,771.66  | 52,354.88   | الولايات المتحدة · 14,964.40 | الصين · 12,097.93            | الهند · 5,478.71   | اليابان · 4,322.67          | ألمانيا · 3,234.90 | روسيا · 2,924.79           | البرازيل · 2,685.98 | فرنسا · 2,332.57     | المملكة المتحدة · 2,254.82 | إيطاليا · 2,058.11       |
| 2005   | 64,415.31  | 38,551.92   | الولايات المتحدة · 13,095.40 | الصين · 6,470.18             | اليابان · 3,889.58 | الهند · 3,343.43            | ألمانيا · 2,566.00 | المملكة المتحدة · 2,006.91 | البرازيل · 1,965.60 | فرنسا · 1,860.70     | روسيا · 1,696.73           | إيطاليا · 1,657.40       |
| 2000   | 47,453.19  | 28,608.96   | الولايات المتحدة · 10,289.70 | الصين · 3,616.33             | اليابان · 3,289.80 | الهند · 2,150.17            | ألمانيا · 2,119.99 | المملكة المتحدة · 1,553.96 | فرنسا · 1,534.81    | البرازيل · 1,525.28  | إيطاليا · 1,468.18         | المكسيك · 1,060.75       |
| 1995   | 36,104.40  | 21,680.22   | الولايات المتحدة · 7,664.00  | اليابان · 2,878.16           | الصين · 2,151.44   | ألمانيا · 1,834.80          | الهند · 1,474.18   | البرازيل · 1,271.43        | إيطاليا · 1,204.87  | فرنسا · 1,201.81     | المملكة المتحدة · 1,166.04 | روسيا · 833.47           |
| 1990   | 28,249.60  | 17,073.82   | الولايات المتحدة · 5,979.60  | اليابان · 2,377.97           | ألمانيا · 1,472.12 | الاتحاد السوفيتي · 1,189.43 | الصين · 1,142.67   | الهند · 1,020.02           | فرنسا · 1,002.53    | إيطاليا · 1,001.12   | البرازيل · 969.02          | المملكة المتحدة · 919.32 |